# Paula Modersohn-Becker
Paula Modersohn-Becker (Dresden, 8 februari 1876 - Worpswede, 21 november 1907) is een Duitse schilderes die wordt beschouwd als een van de belangrijkste vertegenwoordigers van het vroege expressionisme.

## Levensloop
Paula Becker was het derde van zeven kinderen van de ingenieur Carl Woldemar Becker (1841-1901) en de adellijke Mathilde von Bültzingslöwen (1852-1926). Twaalf jaar na haar geboorte verhuisde de familie Becker van Dresden naar Bremen, waar Paula haar eerste kleine atelier had. In 1892 logeerde ze een half jaar bij haar tante in Londen, daar ontving ze haar eerste tekenlessen. Terug in Bremen volgde ze, aangemoedigd door haar ouders, een opleiding tot lerares. Tegelijk bleef ze teken- en schilderlessen volgen. In 1895 hielden de leden van de kunstenaarskolonie Worpswede een tentoonstelling in de Kunsthalle Bremen. In 1896 volgde ze een opleiding gesponsord door de Verein der Berliner Künstlerinnen (de vereniging van Berlijnse kunstenaressen) die samenviel met een stage in Berlijn als lerares.
In 1897 bracht ze voor het eerst een zomer door in Worpswede, vlak boven Bremen. In de herfst van 1898 vestigde ze zich daar. Ze werd er bevriend met de beeldhouwster Clara Westhoff (1875-1954) en de schilder Fritz Mackensen (1866-1953) die haar les gaf. Ook leerde ze de landschapsschilder Otto Modersohn kennen, oprichter van de kolonie, met wie ze in 1901 trouwde. In het dorp hadden kunstenaars zich verzameld als protest tegen de dominantie van de klassieke kunstacademies en het stadsleven. De hoofdonderwerpen van de schilderijen waren dan ook de agrarische dorpsgemeenschap en de noordelijke landschappen. Viermaal reisde Paula naar Parijs, waar ze tijdens de langere bezoeken studeerde aan de Académie Colarossi en de École des Beaux Arts en kunstenaars van de avant-garde leerde kennen. In Parijs maakte ze ook kennis met Sanne Bruinier. De werken van onder anderen Paul Gauguin en Paul Cézanne hadden grote invloed op haar werk.
Paula Modersohn-Becker overleed op 31-jarige leeftijd aan een embolie, enkele weken na de geboorte van haar dochter Mathilde (Tillie).

## Werk
Het werk van Paula Modersohn-Becker omvat portretten, kinderafbeeldingen, scènes uit de boerengemeenschap van Worpswede, landschappen, stillevens en zelfportretten. De zelfportretten laten duidelijk haar ontwikkeling zien. Hierin wordt ze vergeleken met Käthe Kollwitz. Modersohn-Becker maakte vooral veel zelfportretten in het jaar 1906, om zich onafhankelijk van haar man op te stellen. In deze tijd ontstonden ook haar naaktzelfportretten, die als de eerste in de kunstgeschiedenis gelden. Deze waren voor die tijd uiterst vrijpostig en gingen tegen alle kunstconventies in.
Haar agrarische scènes zijn bewust tegen de romantiek gericht en moraliseren niet. Ze richten zich, in tegenstelling tot Käthe Kollwitz' werk, niet op het sociale aspect van het platteland, maar worden gedomineerd door een interesse in vorm en vlak. Het beeld is vaak tegen de academische standaard in platte vlakken verdeeld en de voorstelling begint al meteen op de onderste rand. Deze 'grove' uitbeelding van het boerenleven onderscheidt zich duidelijk van de toen heersende traditie het boerenleven heroïsch weer te geven. Haar stijl heeft ook weinig gemeen met de stijl van de Worpsweder kunstenaars die meer in de traditie van genrestukken werkten.
Zeer ongewoon zijn ook haar afbeeldingen van kinderen. De schilderijen missen elk sentiment en geven een ernstige en eerlijke weergave van de kinderen. Ze nam daarmee duidelijk afstand van de kinderafbeeldingen uit de jaren 1900, zoals die van Hans Thoma, Hermann Kaulmann en Ferdinand Waldmüller. Deze werken van Modersohn stuitten dan ook op het meeste onbegrip. De kunsthistorica 
Christa Murken-Altrogge wees op de stilistische overeenkomst tussen deze kinderafbeeldingen en de werken van de jonge Pablo Picasso, die rond dezelfde tijd ontstonden in diens blauwe periode. De portretten van 1906 en 1907 tonen elementen van de geometrische stijl van het kubisme.
Tijdens het nazi-regime werd haar werk tot Entartete Kunst verklaard en daarom werd veel vernietigd. Tegenwoordig wordt haar werk alom geroemd vanwege de vooruitstrevendheid en schoonheid.

## Galerij

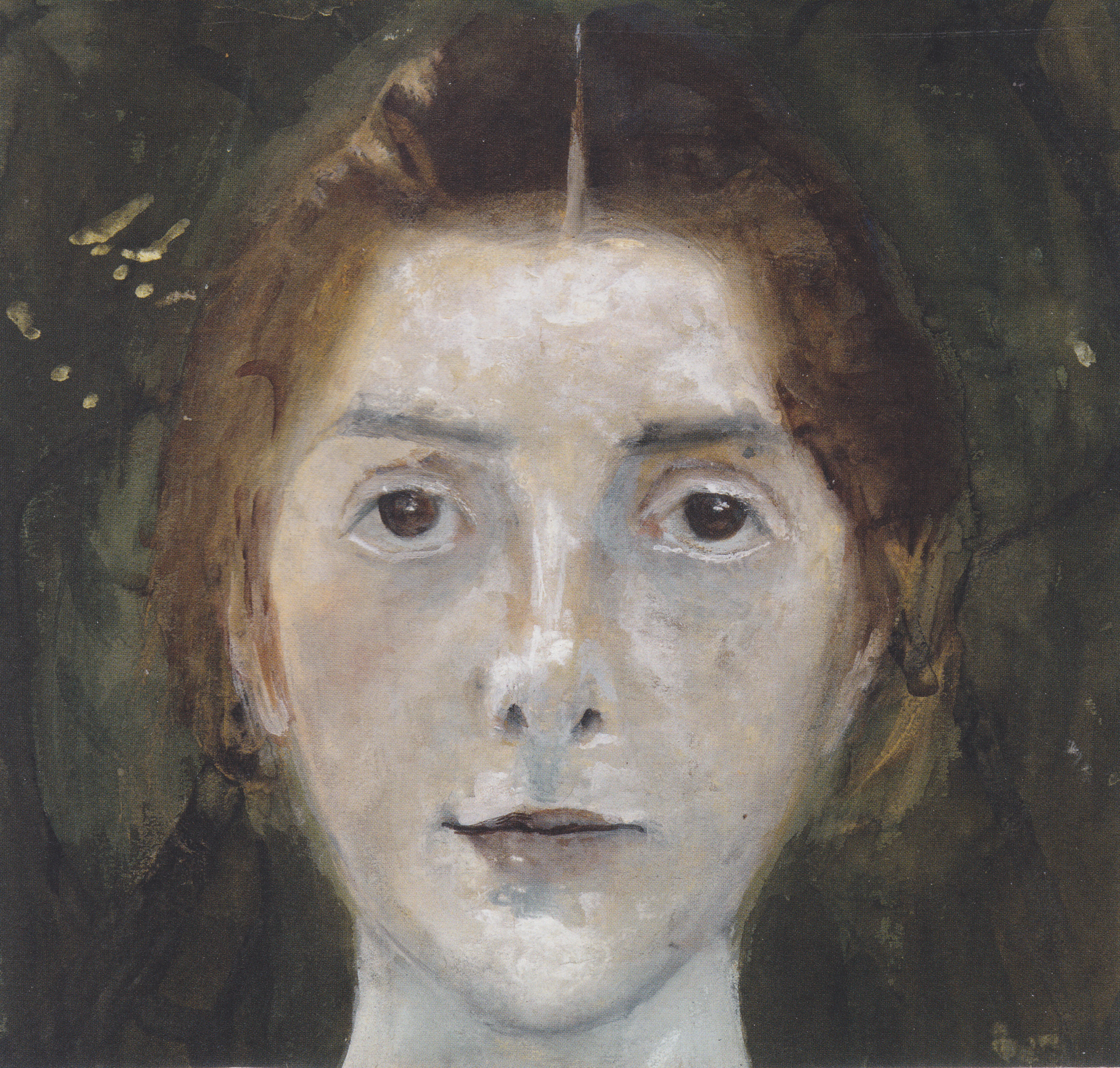
Selbstbildnis, 1897, Paula Modersohn-Becker Museum, Bremen
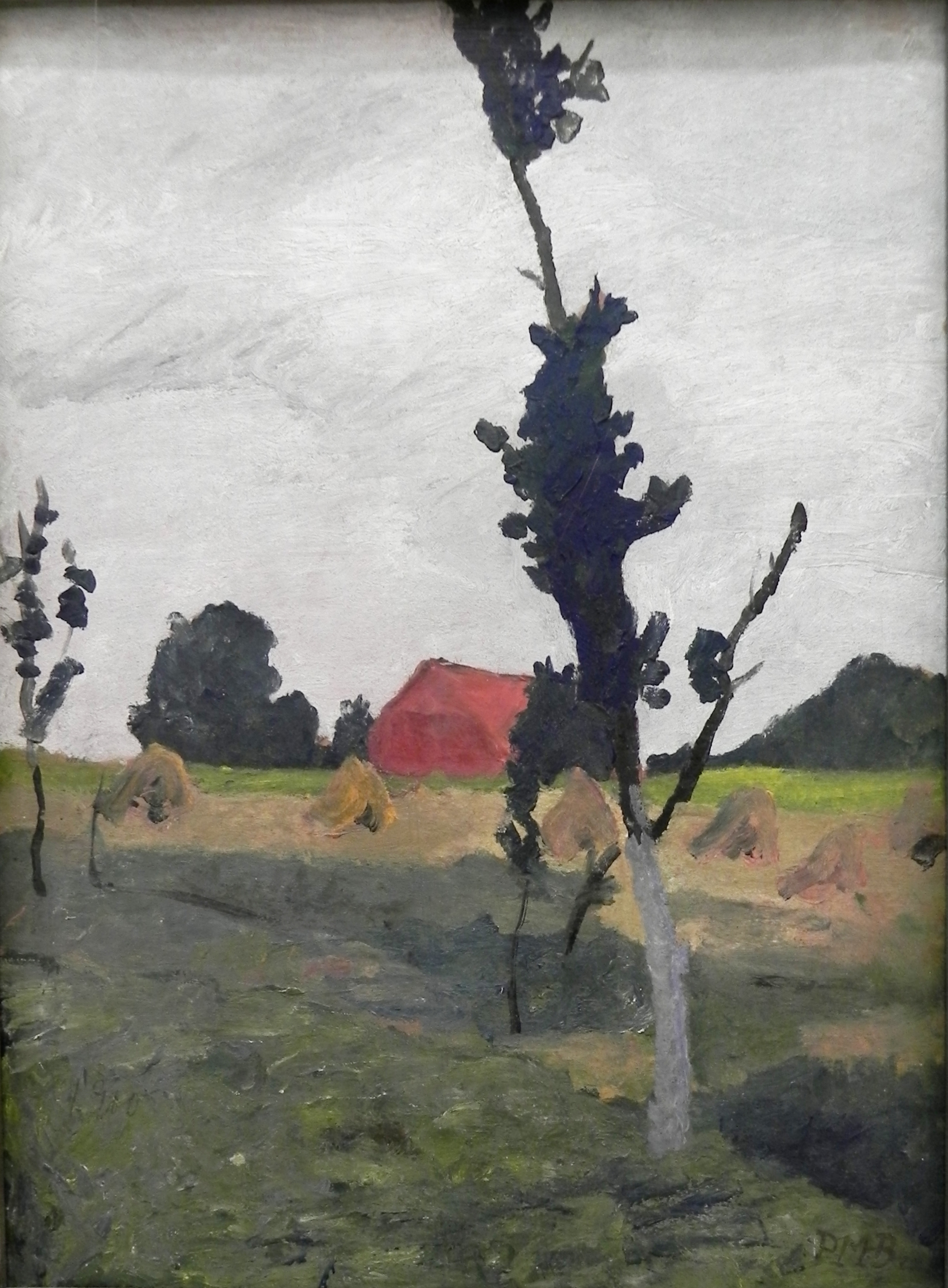
Worpsweder Landschaft mit rotem Haus, 1900, NLMH
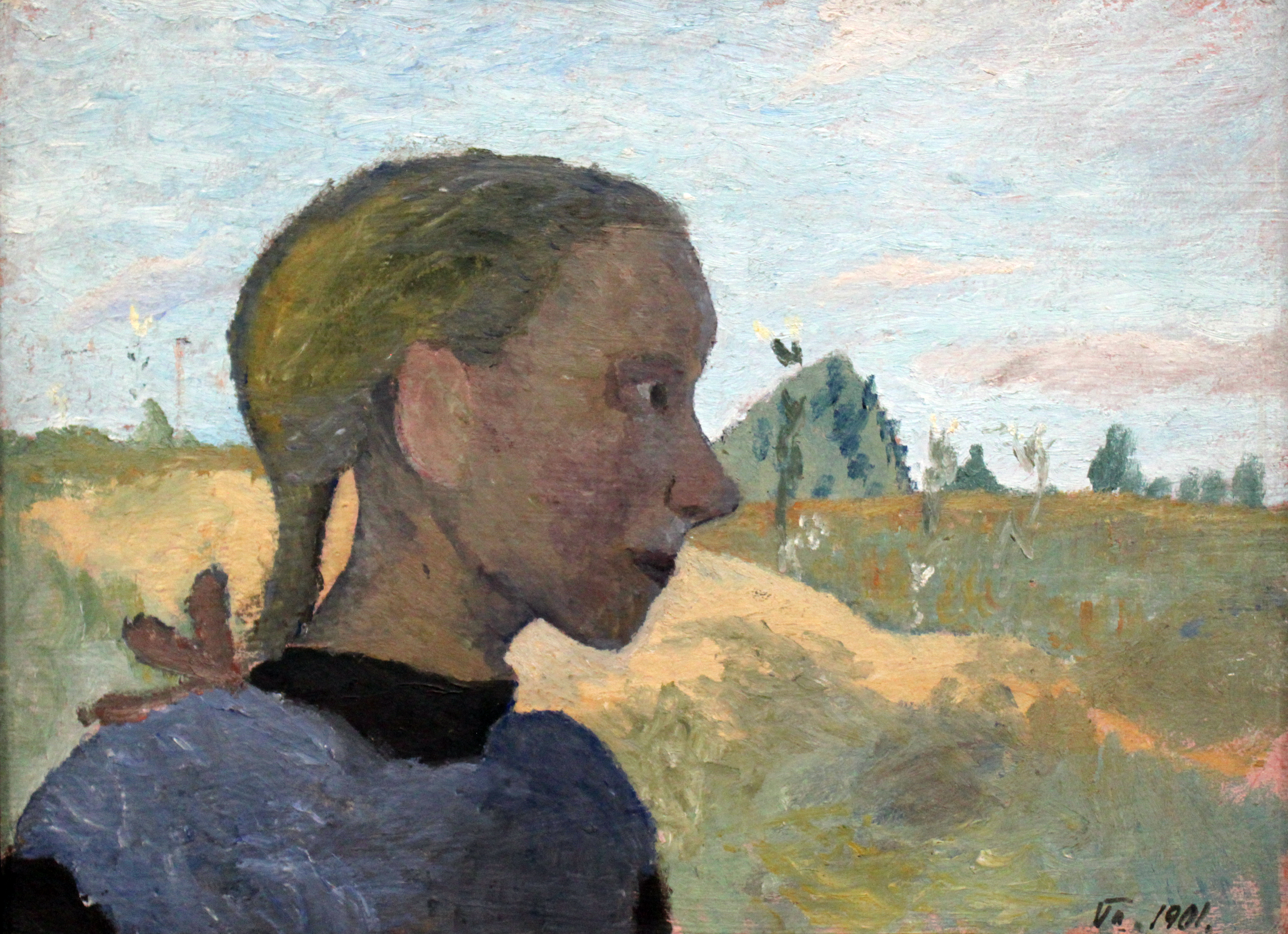
Mädchenbildnis anagoria, 1901, Städel Museum, Frankfurt
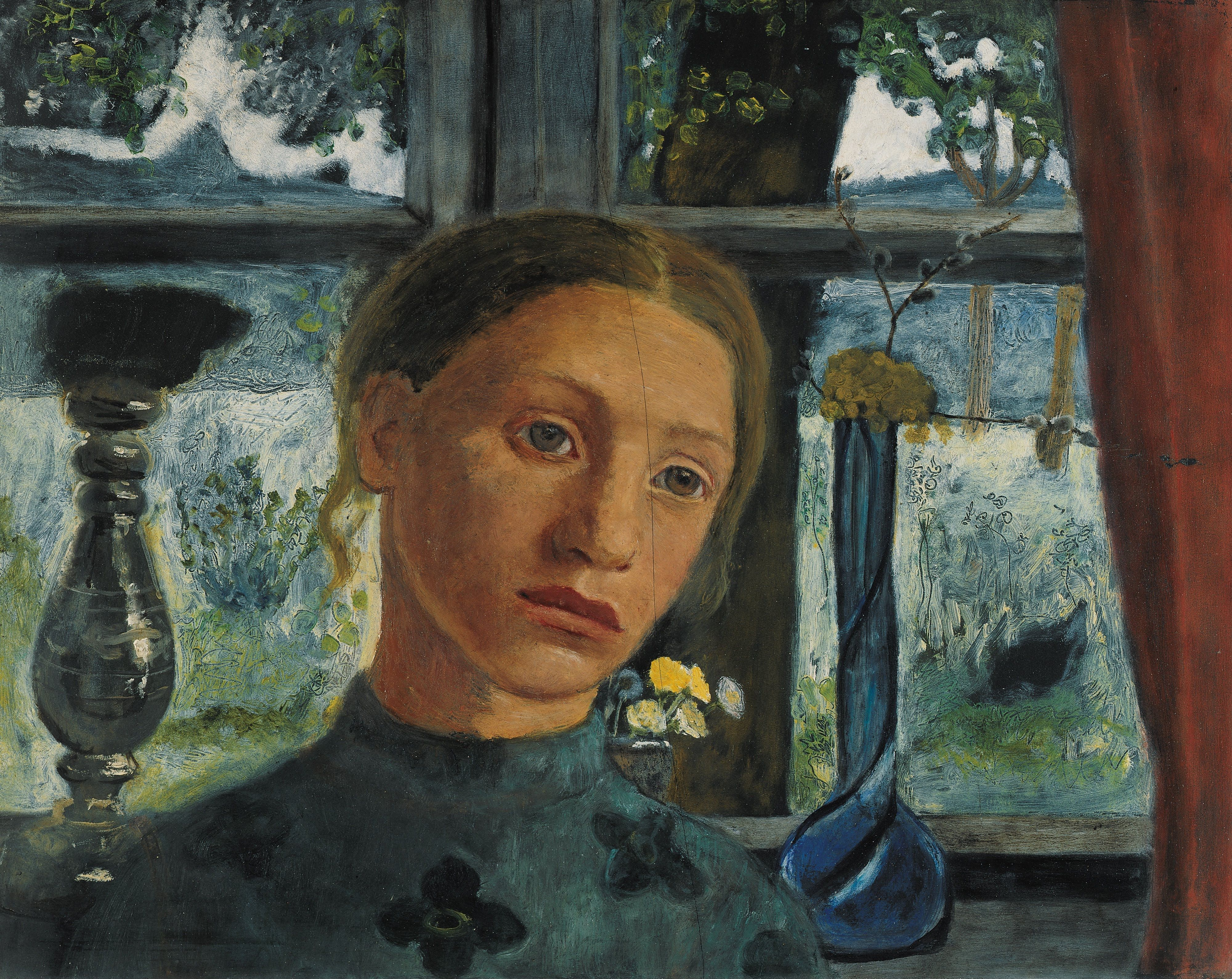
Mädchenkopf vor einem Fenster, ca. 1902), Kunsthalle Bremen
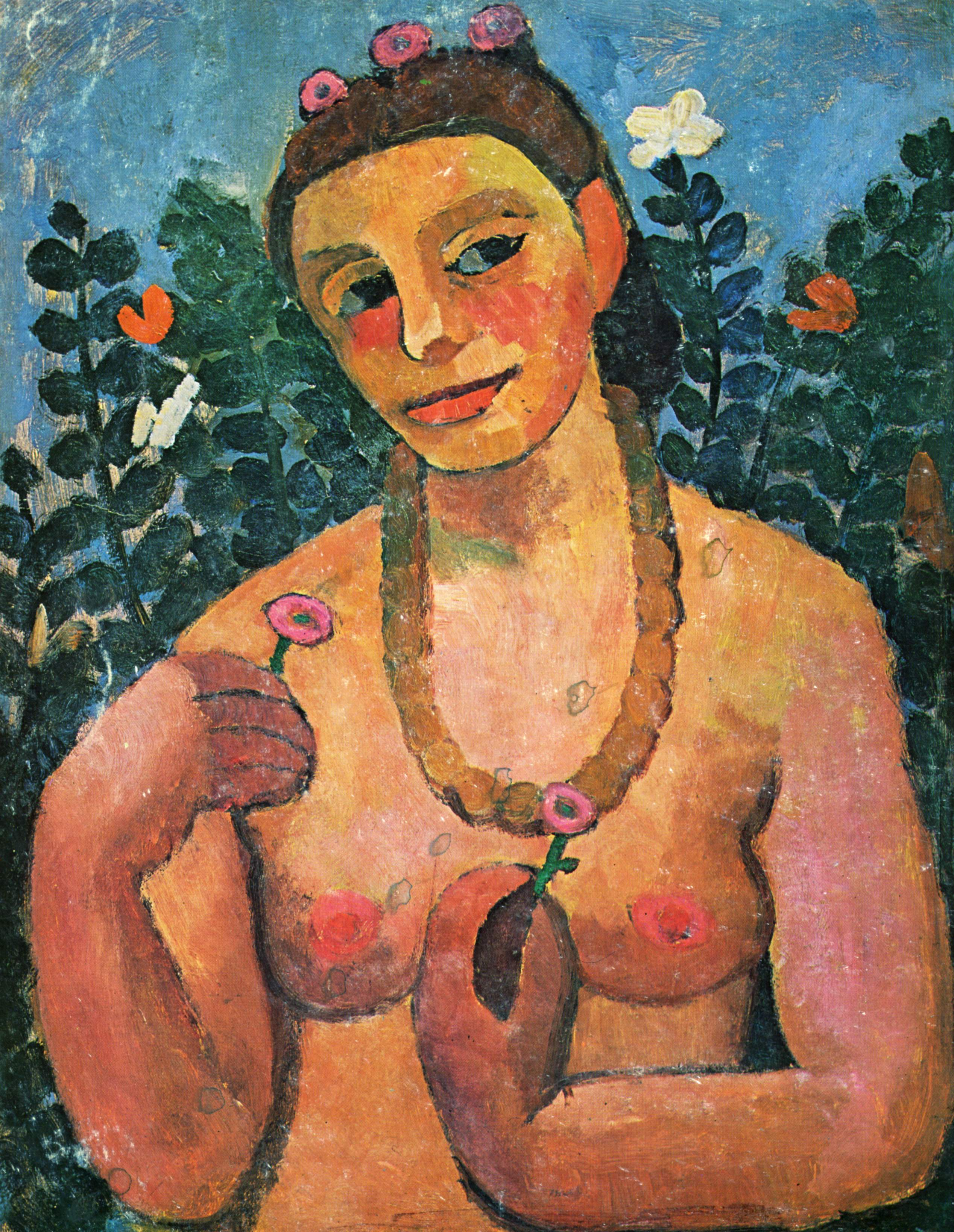
Selbstporträt, 1906
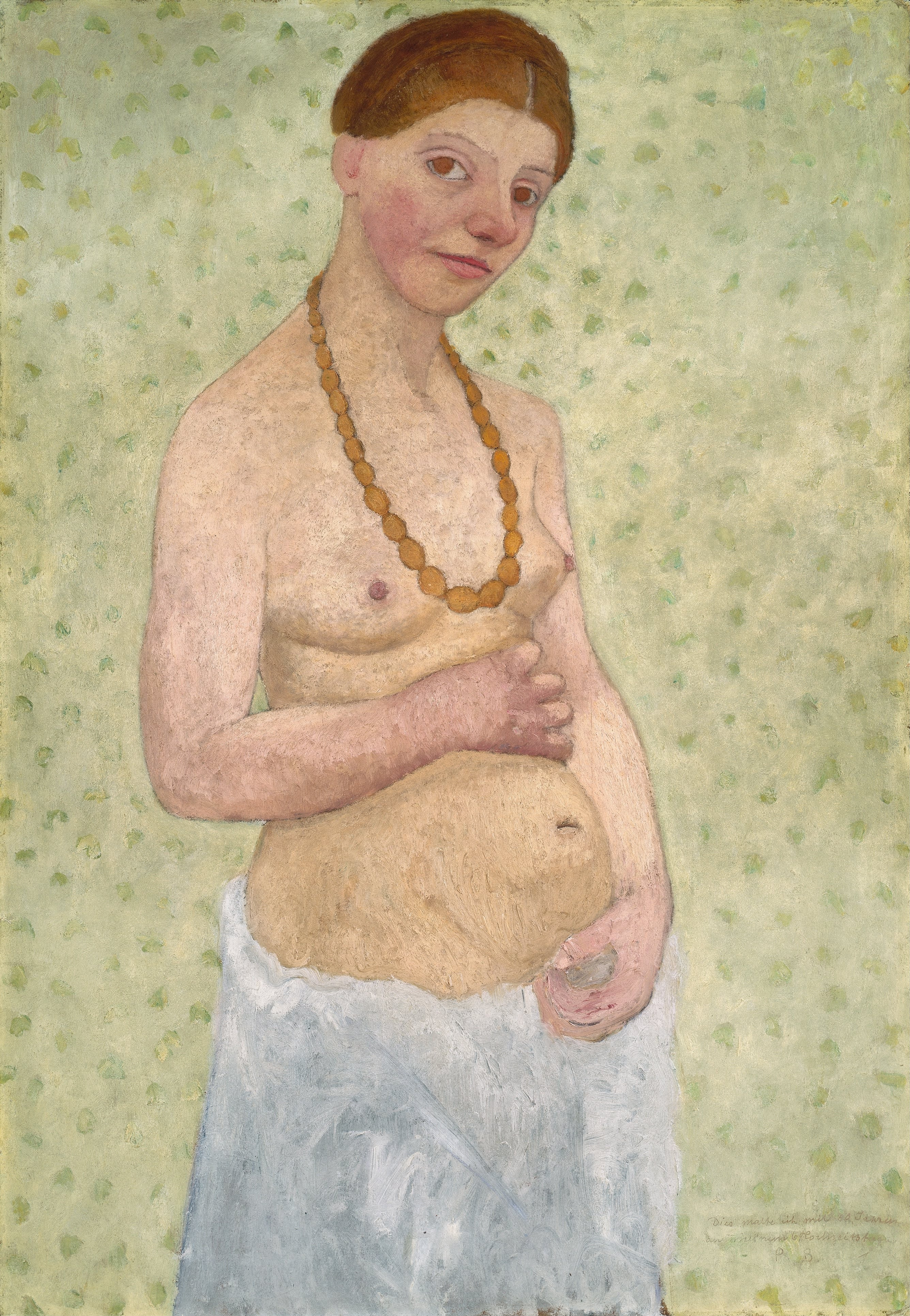
Selbstbildnis am 6 Hochzeitstag, 1906, Paula Modersohn-Becker Museum, Bremen
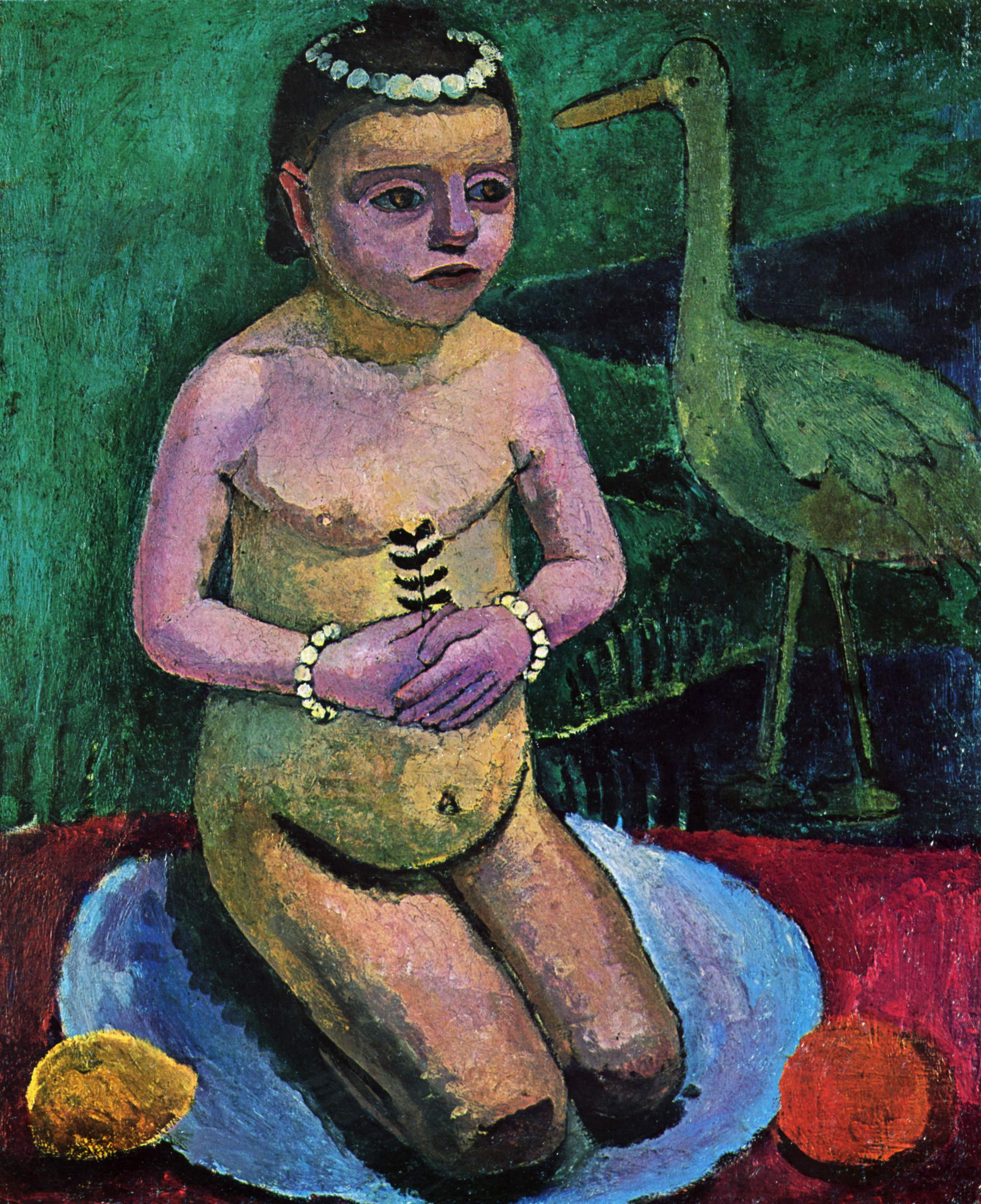
Kindernakt mit Storch, 1906
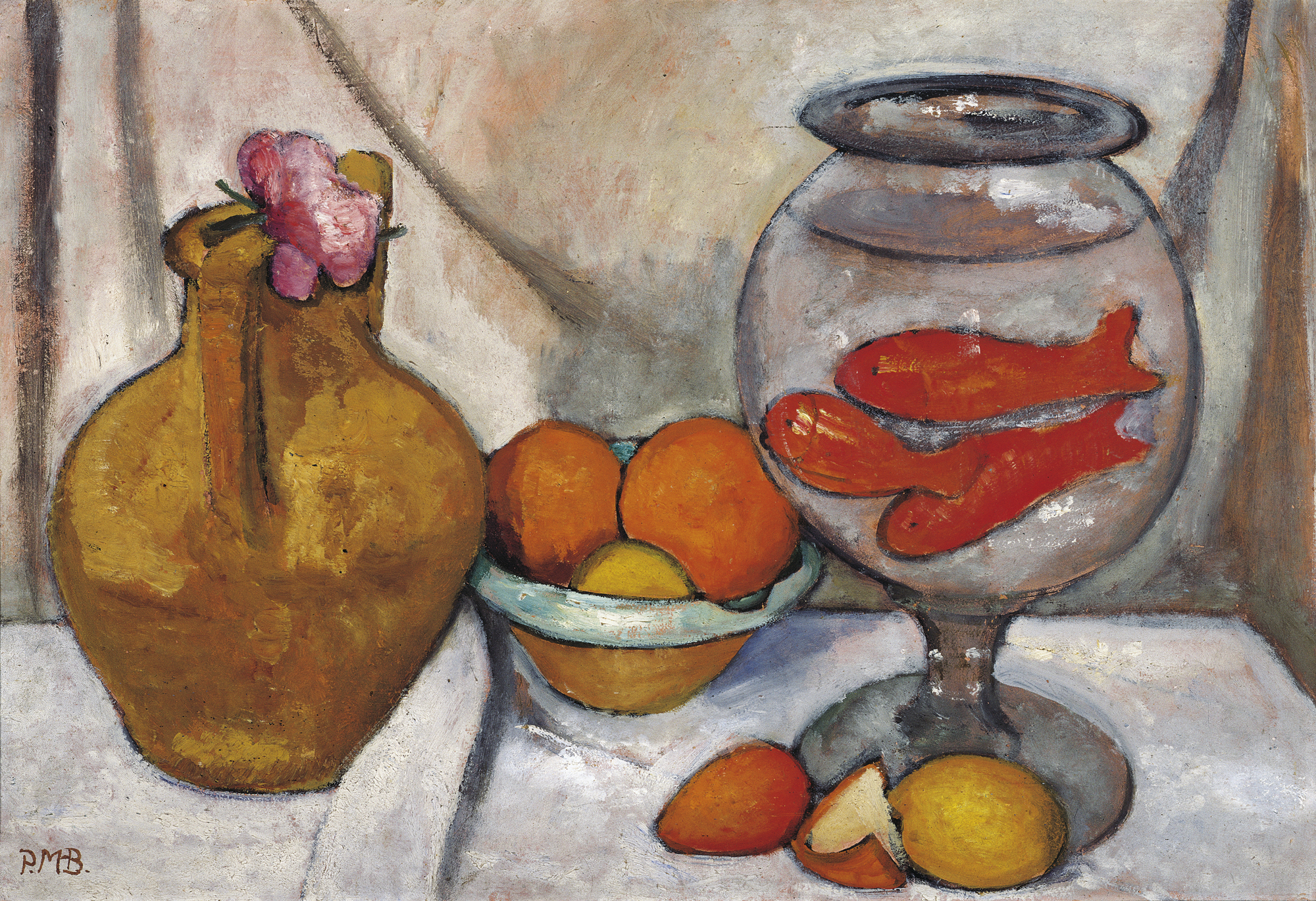
Stillleben mit Goldfischglas, ca.1906, Von der Heydt-Museum, Wuppertal
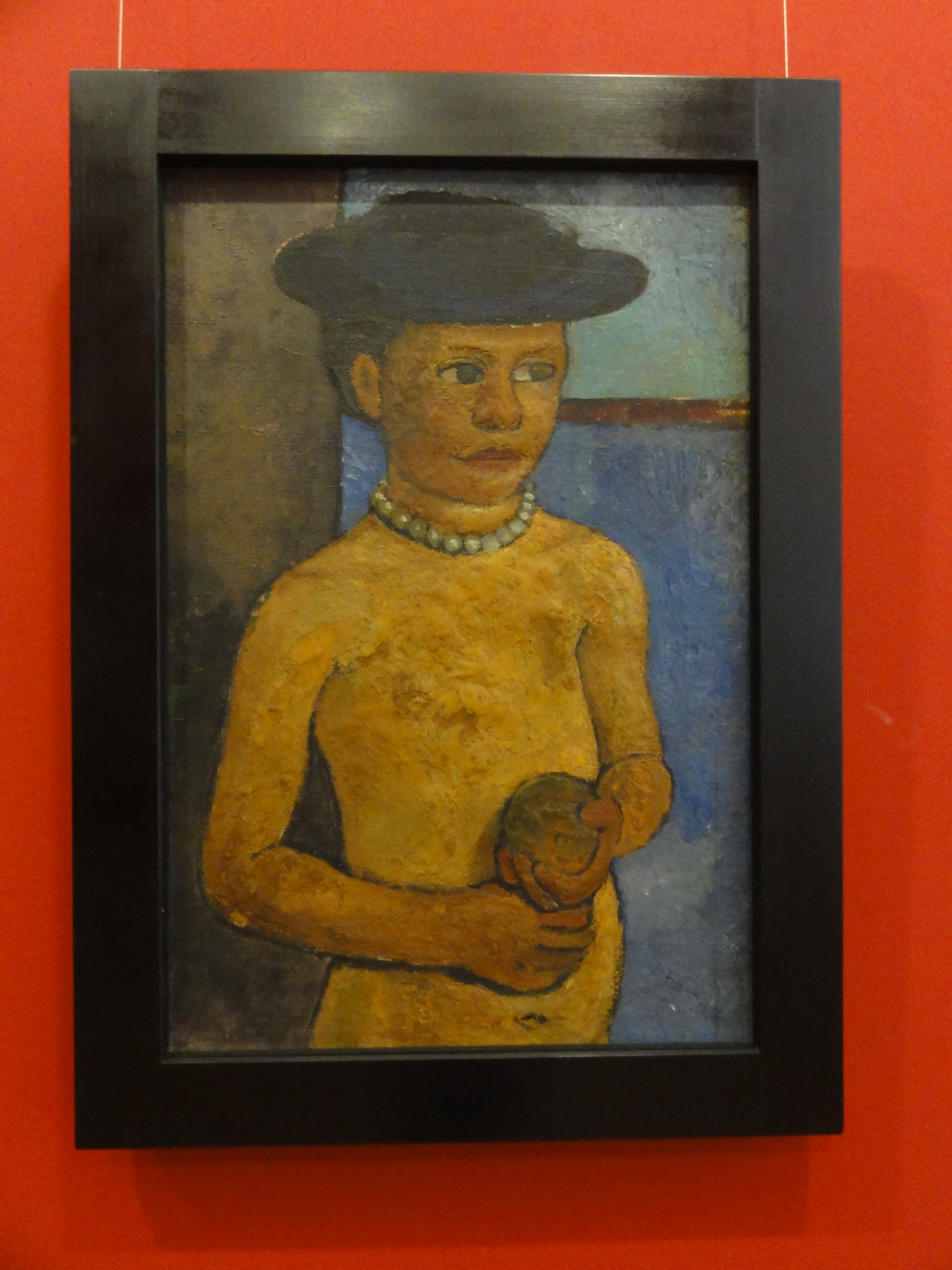
Mädchenakt mit schwarzem Hut, 1907, NLMH
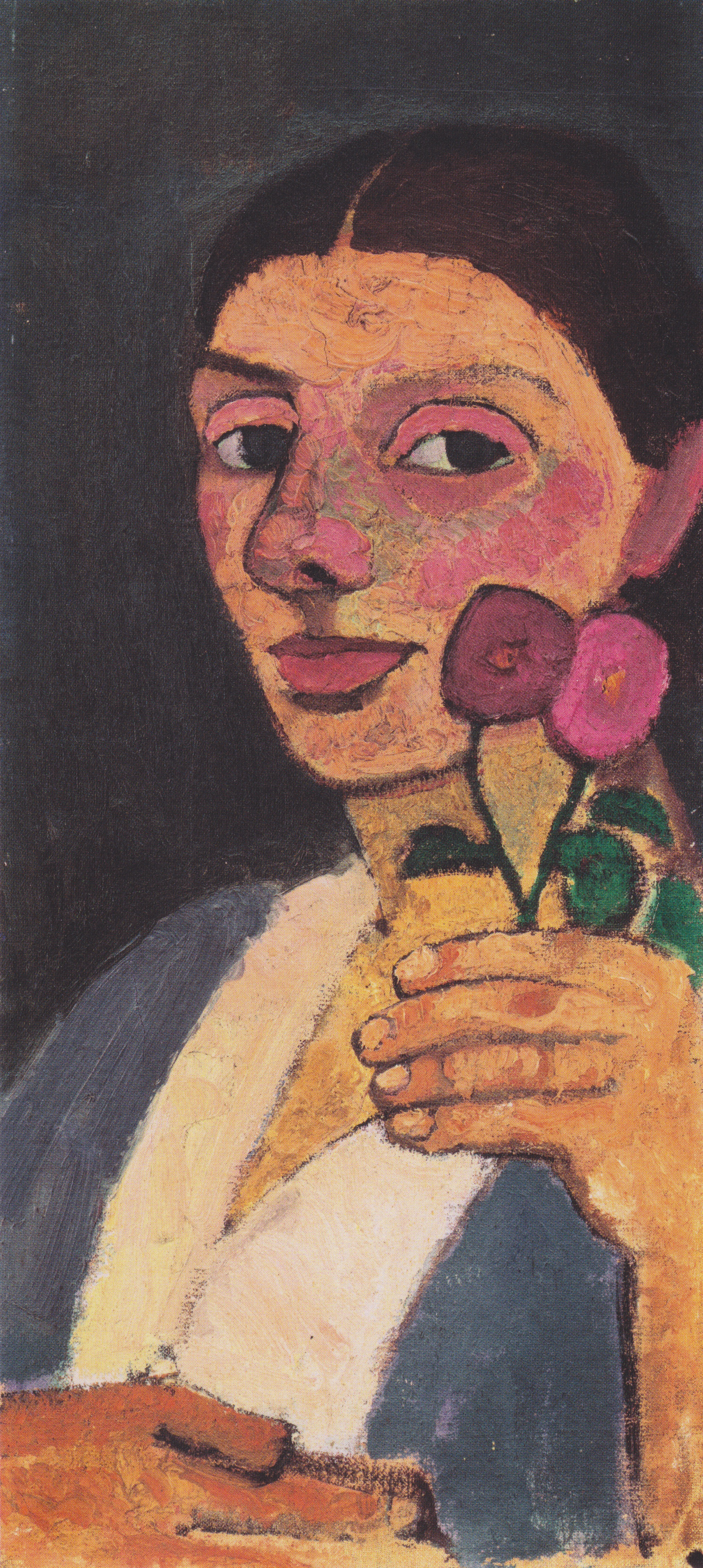
Selbstbildnis mit zwei Blumen in der erhobenen linken Hand, 1907, MoMA, New York

## Musea
- In Bremen bevindt zich sinds 1927 het Paula Modersohn-Becker Museum in de Böttcherstraße.
- In Worpswede aan de Hembergstraße is haar woonhuis ingericht als Museum am Modersohn-Haus.
- In 1978 bracht dochter Mathilde Modersohn (1907-1998) 50 schilderijen en 500 tekeningen uit haar bezit onder in de Paula Modersohn-Becker Stiftung, met als doel het beheren het werk van haar moeder, het uitlenen aan tentoonstellingen en het samenstellen van een volledige werkcatalogus.

## Tentoonstellingen (selectie)
- Paula in Parijs van 13 oktober 2007 t/m 24 februari 2008, Kunsthalle Bremen.[1][2]
- Tussen Worpswede en Parijs, van 8 april t/m 12 augustus 2018, Rijksmuseum Twenthe, Enschede.[3]